# ニガキ科
ニガキ科（ニガキか、Simaroubaceae）は双子葉植物の科で、従来の分類（クロンキスト体系等）では20属150種ほどある。
すべて木本で、世界の熱帯・亜熱帯などに分布する。日本にはニガキが自生する。葉は多くが羽状複葉。花は放射相称、3-5数性で、多くは心皮が離生（花柱は合生）する。雌雄別の小型の花で散房・総状等の花序をつくるものが多い。
クワシノイド（Quassinoid）と総称される変形テルペノイドを含み、これにより薬用（健胃薬等）にするものとしてニガキやクワッシャ（Quassia）などがある。
中国原産のニワウルシは庭木や街路樹として栽培されたが、生長が速く世界的に野生化している。
新しいAPG植物分類体系では従来のニガキ科と範囲が異なり、ピクラムニア科（南米に分布する2属50種ほど）などが別科として分類され、旧レイトネリア科などがニガキ科に含められている。

## 属
| - ニワウルシ属 en:Ailanthus Desf. - ニワウルシ A. altissima (Mill.) Swingle - Amaroria A. Gray - ニガキモドキ属 en:Brucea J. F. Mill. - ニガキモドキ B. javanica (L.) Merr. - en:Castela Turpin - en:Eurycoma Jack - en:Gymnostemon Aubrév. et Pellegr. - en:Hannoa Planch | - Holacantha A. Gray - Iridosma Aubrév. et Pellegr. - Laumoniera Noot. - レイトネリア属 Leitneria Chapm. - en:Nothospondias Engl. - Odyendea (Pierre) Engl. - Perriera Courchet - ニガキ属 en:Picrasma Blume - ニガキ P. quassioides (D. Don) Benn. | - Picrolemma Hook. f. - en:Pierreodendron Engl. - en:Quassia L. - Samadera Gaertn. - Simaba Aubl. - en:Simarouba Aubl. - en:Soulamea Lam. |

## 引用文献
1. ↑  Clayton, Joshua W.; Edwino S. Fernando, Pamela S. Soltis, and Douglas E. Soltis (2007). “Molecular phylogeny of the tree-of-heaven family (Simaroubaceae) based on chloroplast and nuclear markers”. International Journal of Plant Sciences 168 (9):  1325–1339.
2. ↑  “Simaroubaceae in Angiosperm phylogeny website”.   Stevens, P. F. (2001 onwards). Angiosperm Phylogeny Website. Version 9, June 2008 [and more or less continuously updated since].. 2012年1月30日閲覧。